# Selekt Mail

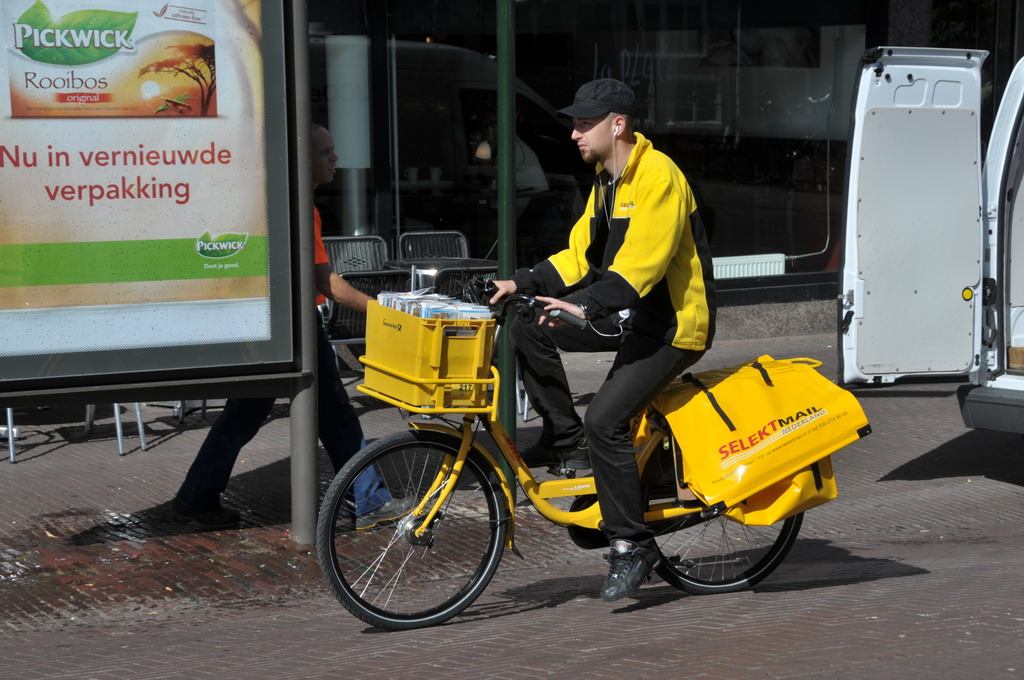
Postbezorger van Selekt Mail (2008)

Selekt Mail was een Nederlands postbedrijf en onderdeel van DHL Global Mail Benelux. Een tijdlang was het na TNT Post en Sandd het grootste postbedrijf van Nederland met een geschat marktaandeel van 5% in 2006. DHL Global Mail is het grootste postbedrijf van Europa en onderdeel van het wereldwijd opererende Deutsche Post DHL. Tot februari 2009 was Selekt Mail een joint venture van Deutsche Post DHL en Wegener.

## Geschiedenis
Selekt Mail begon in 2002. In januari 2008 werd Selekt Mail onderdeel van DHL Global Mail. Na jarenlange discussie in de politiek werd op 1 april 2009 de nieuwe Postwet ingevoerd. Daarmee werd de Nederlandse postmarkt geliberaliseerd, waardoor DHL Global Mail ook post onder de 50 gram mocht gaan bezorgen. Deze post was tot dan toe voorbehouden aan PostNL. In de praktijk is dat ook na april 2009 zo gebleven, omdat de brieven onder de 50 gram doorgaans uit zogeheten brievenbuspost bestaan, welke niet winstgevend is.
Sinds januari 2008 was Selekt Mail gevestigd in een nieuw sorteercentrum op het industrieterrein Lage Weide in Utrecht. Daarvoor zat het bedrijf in een pand aan de Koningin Wilhelminalaan in Transwijk. Het bedrijf hoopte met het nieuwe sorteercentrum meer groei te kunnen realiseren.
Ondanks deze investering slaagde het bedrijf er, mede door de grote concurrentie en een zwak imago, niet in om een speler van formaat te worden. Sinds de start in het najaar van 2002 maakte de onderneming verlies en nam het marktaandeel na 2008 gestaag af tot zo'n 5% in 2010.
In de loop van 2010 werd duidelijk dat de Nederlandse postmarkt te klein was voor meer dan twee landelijke spelers en dat Selekt Mail op termijn niet voort kon blijven bestaan als zelfstandig bedrijf. Deutsche Post DHL zag dit ook in en besloot zich terug te trekken van de Nederlandse postmarkt. Na maanden van geruchten werd in januari 2011 bekend dat concurrent Sandd de onderneming voor een niet nader genoemd bedrag wilde overnemen.
Na goedkeuring van de overname door de Nederlandse Mededingingsautoriteit op 8 april 2011 volgde op 29 april de definitieve overname, waarna Selekt Mail ophield te bestaan.